# Wilhelm Nagel (teolog)
Wilhelm Nagel, född den 14 december 1805 i Halle, död den 26 oktober 1864 i Bremen, var en tysk luthers teolog och präst. 
Nagel var son till den i förtid avlidne läkaren Ernst Nagel. Han bodde på barnhem, men fick möjlighet att gå i latinskolan. Efter abiturientexamen 1823 studerade han teologi. I Westfalen arbetade han 1826-1828 som huslärare hos adliga familijer. 
1832 tog han sin examen i Bielefeld och var därefter hjälppräst hos superintendenten Scherr vid Neustädterkyrkan i Bielefeld. Åren 1838-1842 var han pastor i Heepen vid Bielefeld. Den 10 juli 1842 kallades han till pastor vid Rembertiförsamlingen i Bremen. 
Nagel var företrädare för den kyrkliga liberalismen. Vid tiden för revolutionen 1848/49 understödde han sociala reformrörelser, men anslöt sig inte till något parti. Han stannade som präst i  sin predikstol. Under pseudonymen Wilhelm Angelstern hade han publicerat romanerna Das Testament och Thaleck 1836.